# هارولد هنتلي باسيت
هارولد هنتلي باسيت (بالإنجليزية: Harold Huntley Bassett)‏ هو ضابط أمريكي، ولد في 1 أبريل 1907 في ألبيون في الولايات المتحدة، وتوفي في 4 أكتوبر 2007.